# Maksay Ferenc
Maksay Ferenc (Budapest, 1916. október 21. – Budapest, 1984. december 11.) történész, a történelemtudományok kandidátusa (1965), a történelemtudományok doktora (1976).

## Életpályája
1934–1939 között az Eötvös Kollégium tagjaként egyetemi tanulmányait a budapesti Pázmány Péter Tudományegyetemen. Itt 1939-ben szerzett történelem-latin szakos középiskolai tanári, 1940-ben pedig bölcsészdoktori oklevelet. 1940–1946 között tanársegéd volt a budapesti tudományegyetemen. 1946–1949 között a budapesti Néptudományi Intézet település- és parasztságtörténet előadója volt. 1949-től levéltáros a Magyar Országos Levéltárban, 1962-től pedig főlevéltárosa. 1967-től a Magyar Kamara levéltárának referense volt.
Pályája kezdetén település és népiségtörténeti kutatásokkal, később pedig kormányzattörténeti, történeti kartográfiával és levéltártudománnyal foglalkozott. Élete utolsó két évtizedében a közép- és újkori magyar agrár- és településtörténet terén folytatott alapvető kutatásokat.

## Főbb művei
- 1940 - A középkori Szatmár megye. Budapest.
- 1941 - A szászság megtelepülése
- 1958 - Parasztság és majorgazdálkodás a XVI. századi Magyarországon. Budapest.
- 1959 - Urbáriumok XVI-XVII. század. Budapest.
- 1965–1968 - Kéziratos térkép a területi levéltárakban I-V. Budapest.
- 1971 - A magyar falu középkori településrendje. Budapest.
- 1990 - Magyarország birtokviszonyai a 16. század közepén I-II. Budapest.